# Sandër Prosi
Sandër Prosi, właśc. Aleksandër Prosi (ur. 6 stycznia 1920 w Szkodrze, zm. 25 marca 1985 w Tiranie) – albański aktor pochodzenia wołoskiego. 

## Życiorys
Urodził się w Szkodrze, w rodzinie o korzeniach wołoskich, był synem Jovana i Aspasii. W dzieciństwie przeniósł się wraz z rodziną do Tirany, gdzie ukończył gimnazjum. W Austrii podjął studia z zakresu stomatologii, których nie ukończył. Po powrocie do kraju pracował przez pewien czas w klinice stomatologicznej, prowadzonej przez jego wuja. Szybko jednak porzucił tę pracę na rzecz kariery scenicznej. Po raz pierwszy występował na scenie, jeszcze w czasie nauki w gimnazjum w Tiranie. Po porzuceniu zawodu stomatologa związał się z grupa teatralną, kierowaną przez Mihala Popiego. Sławę przyniosły mu koncerty w Tiranie i Szkodrze, na których śpiewał, grał na gitarze i skrzypcach. Pracę zawodowego aktora rozpoczął w 1948 r. w Teatrze Ludowym (alb. Teatri Popullor) w Tiranie, debiutując rolą rolę Shaqira agi w komedii Prefekt Besima Levonji. W tym zespole zagrał ponad 80 ról, głównie w dramatach albańskich, ale także w dramatach Szekspira, Czechowa, Schillera i Brechta.
Na dużym ekranie zadebiutował w roku 1961 rolą w filmie fabularnym Debatik. Zagrał w 30 filmach, cztery jego role doczekały się nagród państwowych. Zmarł w hotelu Vollga w Durrësie, w trakcie realizacji filmu Pranvere e hidhur, w którym grał rolę fotografa. W ostatnich latach życia cierpiał na depresję.
W 25. rocznicę śmierci został odznaczony przez Prezydenta Bamira Topiego Orderem Honor Narodu (alb. Nderi i Kombit), a w 2017 Orderem Skanderbega. Imię Prosiego nosi ulica w zachodniej części Tirany. Syn Aleksandra Prosiego, Aristidh jest także aktorem i śpiewakiem, solistą Orkiestry Symfonicznej Albańskiego Radia i Telewizji.
Był żonaty (żona Filomena), miał syna Aristidha. Imię Prosiego nosi jedna z ulic w tirańskiej dzielnicy 21 Dhjetori, ulica w Kamzie, a także gimnazjum w Tiranie.

## Role filmowe
- 1961: Debatik jako dyrektor szkoły
- 1963: Detyrë e posaçme (Zadanie specjalne) jako płk John
- 1965: Vitet e para (Pierwsze lata) jako Abdyl Sharra
- 1966: Oshëtime në bregdet (Szum morza) jako Bruno
- 1967: Ngadhnjim mbi vdekjen (Zwycięstwo nad śmiercią) jako nauczyciel
- 1968: Horizonte të hapura (Otwarte horyzonty) jako Kapiteni i bigës
- 1969: Plage te vjetra (Stare rany) jako ojciec Zany
- 1970: Guximtaret (Twardziele) jako Marku
- 1970: Gjurma (Ślady) jako prof. Besim
- 1970: I teti ne bronz (Popiersie z brażu) jako dr Kristo Borova
- 1972: Yjet e neteve te gjata (Gwiazdy długich nocy) jako Vrana
- 1974: Shpërthimi jako sekretarz
- 1974: Shtigje të luftës (Ścieżki wojny) jako generał
- 1976: Përballimi (Konfrontacja) jako Miti Vozari
- 1976: Fije që priten (Krzyżujące się nici) jako Profesor
- 1977: Njeriu me top (Człowiek z armatą) jako Pilo Mullixhiu
- 1978: Gjeneral gramafoni (Generał Gramofon) jako Sefedin
- 1978: I treti jako szef wywiadu
- 1978: Vajzat me kordele të kuqe (Dziewczęta z czerwonymi kokardami)
- 1978: Udha e shkronjave (Droga liter) (TV) jako Dhaskal Todri
- 1979: Yje mbi Drin (Gwiazdy nad Drinem) jako Dalip
- 1981: Plaku dhe hasmi (Starzec i wróg) jako starzec
- 1981: Qortimet e vjeshtes (Jesienne wymówki) jako ojciec
- 1982: Nëntori i dytë (Drugi listopad) jako Ismail Qemal
- 1983: Dora e ngrohtë (Gorąca dłoń) jako prof. Mirush
- 1984: Kush vdes në këmbë (Kto umiera stojąc) jako despota